# Guzzanti vs Berlusconi
Guzzanti vs Berlusconi. Paolo Guzzanti racconta la più incredibile storia italiana: la vita vera di Silvio Berlusconi  è un libro scritto da Paolo Guzzanti pubblicato nel dicembre 2009 edito da Aliberti editore.
Colpito dall'autobiografia di Lee Iacocca, amministratore delegato della Chrysler, nel giugno 2000 Berlusconi aveva incaricato Paolo Guzzanti, giornalista e allora deputato di Forza Italia, di scrivergli una biografia su quel modello e per questo gli concesse delle lunghe interviste. Berlusconi poi cambiò idea e il libro non uscì. Guzzanti ha utilizzato il materiale per questo libro, pubblicato dopo aver lasciato Il Popolo della Libertà.

## Contenuto
Il libro, attraverso un'intervista inedita e varie analisi politiche e note personali, ripercorre la vita di Silvio Berlusconi, affrontandone minuziosamente gli aspetti controversi.
Fra cui, l'inizio della carriera come costruttore e i rapporti con la Banca Rasini, il rapporto con Putin, le vicende giudiziarie, il neologismo di Guzzanti, "Mignottocrazia" e quella che Guzzanti definisce "la rivoluzione liberale" tradita, tanto promessa, ma mai veramente voluta da Berlusconi.